# Gobierno Glavchev II
El Gobierno Glavčev II es el 104.º y actual gobierno de Bulgaria, en el cargo desde el 27 de agosto de 2024 hasta el 16 de enero de 2025.
Fue nombrado tras la constante imposibilidad de poner fin a la crisis de gobierno provocada por la caída del último gobierno constitucional (el Gobierno Denkov), como gobierno de transición con la tarea de llevar al país a las siguientes elecciones de octubre.

## Historia

### Formación
Tras el ya continuo (y previsto) fracaso de las negociaciones entre las fuerzas políticas surgidas de las elecciones parlamentarias de 2024, que desembocaron inmediatamente en el rechazo de un posible gobierno minoritario encabezado por el presidente saliente del Parlamento, Rosen Zhelyazkov (GERB) y por el continuo fracaso de los diversos mandatos de formación de gobierno asignados por el Presidente Rumen Radev a los distintos partidos, con el fin de garantizar la estabilidad política del país según la Constitución (art. 99), el jefe de Estado tuvo que nombrar nuevamente a un jefe de Gobierno interino, tras haber disuelto el Parlamento el 9 de agosto en previsión de nuevas elecciones previstas inicialmente para el 20 de octubre, nombrando un jefe de Gobierno interino, inicialmente al mando de la vicepresidenta del Tribunal de Cuentas, Goritsa Grancharova.
Este último, por lo tanto, habiendo obtenido el mandato de formación y compuesto el ejecutivo, acudió de nuevo, diez días más tarde, al presidente Radev para su aprobación, pero recibió el rechazo de este último debido a fuertes dudas sobre el candidato al Ministerio del Interior, Kalin Stojanov, con la obligación simultánea de elegir a otra persona. Este solicitud, sin embargo, no fue aceptado por Garancharova, lo que provocó su destitución como primera ministra designada y un aplazamiento sine die de las elecciones previstas para octubre, al mismo tiempo que el inicio de una enorme crisis constitucional, dado que, según la ley fundamental del país, no está claro hasta qué punto el presidente puede interceder en las decisiones del gobierno y bloquear el nombramiento de ministros.
Al final, la situación sólo se resolvió con bastante dificultad el 22 de agosto, cuando el presidente, para salir del impasse, decidió conceder al primer ministro saliente, Dimităr Glavčev, un nuevo mandato para formar un gobierno de cinco días de duración, mientras que seguía manteniendo su veto sobre Stojanov. Por lo tanto, Glavčev respondió positivamente al llamamiento, presentó a su equipo el 27 de agosto y prestó juramento a la misma hora el mismo día, tras la aprobación formal del jefe de Estado, quien luego, en el mismo decreto, también desbloqueó el proceso pendiente de elección, fijándolo para el próximo 27 de octubre.

## Gabinete ministerial
Ciudadanos por el Desarrollo Europeo de Bulgaria      Partido Socialista Búlgaro
     Independientes

### Primer ministro de la República de Bulgaria
| Fotografía | Primer ministro  | Período            | Período             | Partido | Partido |
| Fotografía | Primer ministro  | Inicio             | Fin                 | Partido | Partido |
| ---------- | ---------------- | ------------------ | ------------------- | ------- | ------- |
|            | Dimitar Glavchev | 9 de abril de 2024 | 16 de enero de 2025 |         |         |

### Vice primera ministra de la República de Bulgaria
| Fotografía | Vice primera ministra | Período            | Período             | Partido | Partido |
| Fotografía | Vice primera ministra | Inicio             | Fin                 | Partido | Partido |
| ---------- | --------------------- | ------------------ | ------------------- | ------- | ------- |
|            | Lyudmila Petkova      | 9 de abril de 2024 | 16 de enero de 2025 |         | Ind     |

### Ministerios
| Ministerio                           | Fotografía | Titular             | Período              | Período             | Partido | Partido | Ref    |
| Ministerio                           | Fotografía | Titular             | Inicio               | Fin                 | Partido | Partido | Ref    |
| ------------------------------------ | ---------- | ------------------- | -------------------- | ------------------- | ------- | ------- | ------ |
| Agricultura, Alimentación y Bosques  |            | Georgi Tahov        | 22 de abril de 2024  | Al próximo Gobierno |         | Ind     | [ 17 ] |
| Asuntos Exteriores                   |            | Ivan Kondov         | 27 de agosto de 2024 | 16 de enero de 2025 |         | Ind     | [ 17 ] |
| Cultura                              |            | Nayden Todorov      | 9 de abril de 2024   | 16 de enero de 2025 |         | Ind     |        |
| Defensa                              |            | Atanas Zapryanov    | 9 de abril de 2024   | Al próximo Gobierno |         |         |        |
| Desarrollo Regional y Obras Públicas |            | Violeta Koritarova  | 9 de abril de 2024   | 16 de enero de 2025 |         | Ind     |        |
| Economía e Industria                 |            | Petko Nikolov       | 9 de abril de 2024   | 16 de enero de 2025 |         | Ind     |        |
| Educación y Ciencia                  |            | Galin Tsokov        | 6 de junio de 2023   | 16 de enero de 2025 |         | Ind     |        |
| Energía                              |            | Vladimir Malinov    | 9 de abril de 2024   | 16 de enero de 2025 |         | Ind     |        |
| Finanzas                             |            | Lyudmila Petkova    | 9 de abril de 2024   | 16 de enero de 2025 |         | Ind     |        |
| Gobernanza Electrónica               |            | Valentin Mundrov    | 9 de abril de 2024   | Al próximo Gobierno |         | Ind     |        |
| Innovación y Crecimiento             |            | Rosen Karadimov     | 9 de abril de 2024   | 16 de enero de 2025 |         |         |        |
| Interior                             |            | Atanas Ilkov        | 27 de agosto de 2024 | 16 de enero de 2025 |         | Ind     | [ 17 ] |
| Justicia                             |            | Mariya Pavlova      | 9 de abril de 2024   | 16 de enero de 2025 |         | Ind     |        |
| Juventud y Deportes                  |            | Georgi Glushkov     | 9 de abril de 2024   | 16 de enero de 2025 |         | Ind     |        |
| Medio Ambiente y Aguas               |            | Petar Dimitrov      | 9 de abril de 2024   | 16 de enero de 2025 |         | Ind     |        |
| Salud                                |            | Galya Kondeva       | 9 de abril de 2024   | 16 de enero de 2025 |         | Ind     |        |
| Trabajo y Asuntos Sociales           |            | Ivaïlo Ivanov       | 9 de abril de 2024   | 16 de enero de 2025 |         | Ind     |        |
| Transportes y Comunicaciones         |            | Krasimira Stoyanova | 27 de agosto de 2024 | 16 de enero de 2025 |         | Ind     | [ 17 ] |
| Turismo                              |            | Evtim Miloshev      | 9 de abril de 2024   | 16 de enero de 2025 |         | Ind     |        |